# Trofeo Diputación Foral de Álava
El Trofeo Diputación Foral de Álava es un trofeo amistoso de verano, disputado en la localidad de Vitoria en la provincia de Álava. Es organizado por la Diputación Foral de Álava. Se disputa desde 1990 y se ha visto interrumpido entre los años 2007 al 2013, 2017 y 2019. Los partidos se disputan en el Estadio de Mendizorroza, propiedad del Deportivo Alavés.

## Palmarés
| Año       | Edición | Campeón          | Resultado    | Subcampeón                       |              |
| --------- | ------- | ---------------- | ------------ | -------------------------------- | ------------ |
| 1990      | I       | Athletic Club    | 2-0          | Real Sociedad                    |              |
| 1991      | II      | CA Osasuna       | 2-1          | Real Oviedo                      |              |
| 1992      | III     | Real Zaragoza    | 2-0          | Deportivo Alavés                 |              |
| 1993      |         | No disputado     | No disputado | No disputado                     | No disputado |
| 1994      | IV      | UE Lleida        | 1-0          | Deportivo Alavés                 |              |
| 1995      | V       | Deportivo Alavés | 1-1 (pen)    | Real Oviedo                      |              |
| 1996      | VI      | Deportivo Alavés | 1-0          | Valencia CF                      |              |
| 1997      | VII     | Athletic Club    | 2-1          | Deportivo Alavés                 |              |
| 1998      | VIII    | Deportivo Alavés | 1-0          | Real Sociedad                    |              |
| 1999      | IX      | Deportivo Alavés | 1-1          | Athletic Club                    |              |
| 2000      | X       | Deportivo Alavés | 2-1          | FC Dinamo București              |              |
| 2001      | XI      | Deportivo Alavés | 1-0          | AC Milan                         |              |
| 2002      | XII     | Deportivo Alavés | 5-1          | FC Dinamo București              |              |
| 2003      | XIII    | Sevilla FC       | 2-1          | Deportivo Alavés                 |              |
| 2004      | XIV     | Deportivo Alavés | 0-0 (pen)    | Racing Club de Strasbourg Alsace |              |
| 2005      | XV      | Deportivo Alavés | 1-0          | CA Osasuna                       |              |
| 2006      | XVI     | Deportivo Alavés | 1-0          | Real Sociedad                    |              |
| 2007-2013 |         | No disputado     | No disputado | No disputado                     | No disputado |
| 2014      | XVII    | Deportivo Alavés | 3-1          | Real Sociedad                    |              |
| 2015      | XVIII   | Toulouse FC      | 2-1          | Deportivo Alavés                 |              |
| 2016      | XIX     | Deportivo Alavés | 1-0          | Real Sociedad                    |              |
| 2017      |         | No disputado     | No disputado | No disputado                     | No disputado |
| 2018      | XX      | Real Sociedad    | triangular   | Deportivo Alavés FC Sochaux      |              |
| 2019      |         | No disputado     | No disputado | No disputado                     | No disputado |

| Club             | Títulos | Años                                                                   |
| ---------------- | ------- | ---------------------------------------------------------------------- |
| Deportivo Alavés | 13      | 1995, 1996, 1998, 1999, 2000, 2001, 2002, 2004, 2005, 2006, 2014, 2016 |
| Athletic Club    | 2       | 1990, 1997                                                             |
| CA Osasuna       | 1       | 1991                                                                   |
| Real Zaragoza    | 1       | 1992                                                                   |
| UE Lleida        | 1       | 1994                                                                   |
| Sevilla FC       | 1       | 2003                                                                   |
| Toulouse FC      | 1       | 2015                                                                   |
| Real Sociedad    | 1       | 2018                                                                   |